# Dichelomorpha nitidicollis
Dichelomorpha nitidicollis är en skalbaggsart som beskrevs av Gilbert John Arrow 1920. Dichelomorpha nitidicollis ingår i släktet Dichelomorpha och familjen Melolonthidae. Inga underarter finns listade i Catalogue of Life.